# Dimorphotheca cuneata
Dimorphotheca cuneata là một loài thực vật có hoa trong họ Cúc. Loài này được (Thunb.) DC. mô tả khoa học đầu tiên năm 1838.